# Гиорги Квирикашвили
Гиорги Квирикашвили (на грузински: გიორგი კვირიკაშვილი) е грузински политик, настоящ министър-председател на Грузия
от 30 декември 2015 г.

## Биография
Роден е на 20 юли 1967 г. в Тбилиси, СССР (дн. Грузия). Член е на управляващата партия Грузинска мечта.